# Agence bancaire

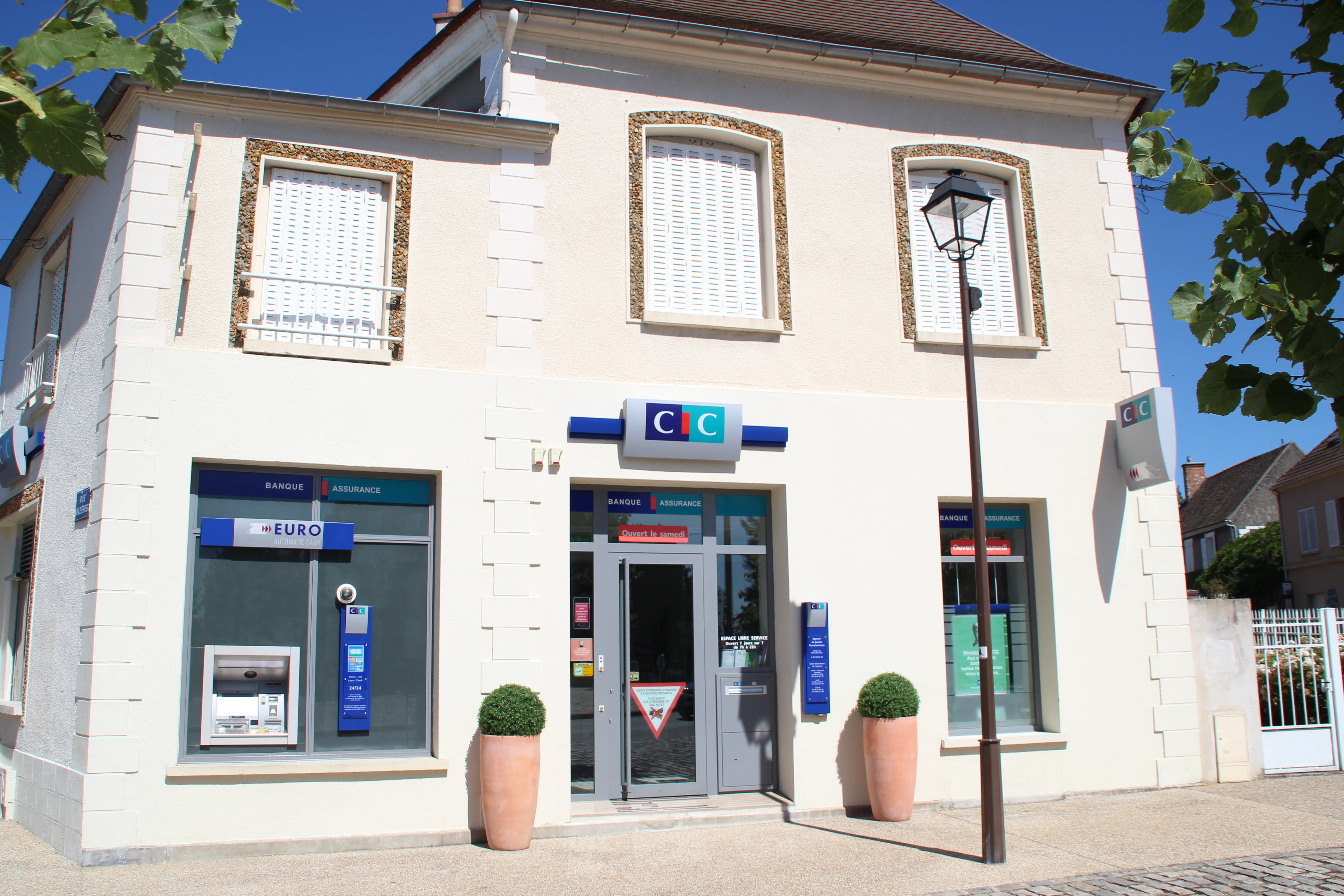
Agence bancaire CIC sur la place du Maréchal-Foch à Jouars-Pontchartrain.

À la différence des services du siège de la banque, une agence bancaire est un lieu ouvert au public permettant aux clients de procéder à des opérations bancaires : crédits, épargne ou paiements. Son rôle s'amenuise sous le double effet de la montée en puissance du commerce numérique, ainsi que de l'intermédiation bancaire.

## Histoire
L'agence bancaire est certainement très ancienne. Les banquiers médiévaux s'installaient sur les lieux de commerce ou les champs de foire pour pratiquer les opérations de banque.
En France, l'essor de l'agence bancaire date de 1967. À partir de 1966, des lois spécifiques favorisent le système bancaire. À compter du 10 janvier 1967, les ouvertures d'agences deviennent libres. 4.500 guichets nouveaux s'ouvrent, entre 1967 et 1975. Le nombre d'agences double entre 1968 et 1973. Ce mouvement est parfois désigné sous le vocable de "course aux guichets".
Il s'essouffle au tournant des années 1990, avec la généralisation des relations commerciales par internet, ainsi que sous l'effet du développement des intermédiaires bancaires et financiers, favorisés notamment par une législation spécifique entrée en vigueur le 15 janvier 2013.

## Organisation

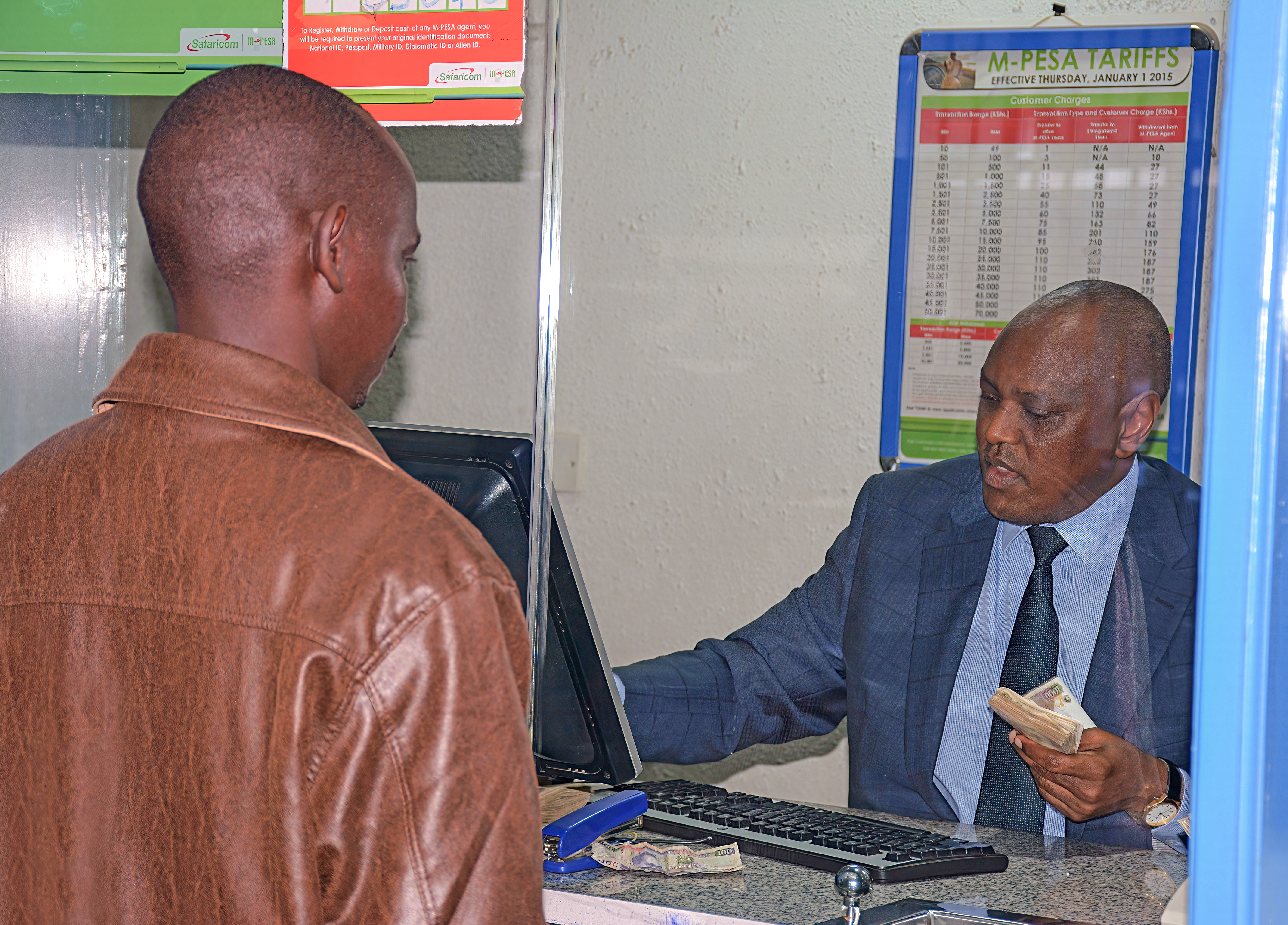
Retrait d'argent dans une agence bancaire au Kenya.

Ces opérations sont assurées auprès des guichetiers et des conseillers de clientèle. Selon les établissements et les organisations, les appellations en usage peuvent varier : chargés de clientèle, conseillers commerciaux, exploitants, etc ...
Le développement des transactions par réseaux télématiques, des distributeurs de billets et plus généralement ce qu'on appelle la banque à distance, amène à diminuer les effectifs de caissiers et rend les guichetiers polyvalents. C'est ainsi qu'au niveau des locaux, l'installation des machines self service, et d'espaces d'entretiens-clients (banque assise) conduit progressivement à la disparition des "guichets" ou comptoirs"
Les agences les plus importantes comprennent un back office, ou plus précisément un middle office, traitant diverses opérations administratives, mais la tendance est de rendre disponible le maximum de personnel pour rester au contact du client (front office).
L'agence est placée sous l'autorité d'un directeur d'agence, lui-même dépendant d'un directeur de réseau d'agences (régions, etc ...) ou d'un Directeur de marché. Les agences importantes peuvent avoir des antennes localement décentralisées, permanentes ou temporaires, n'assurant que les services courants. Une organisation par "groupes d'agences" avec une agence principale et des agences secondaires peut aussi être mise en place.

## Spécialisation et rôle commercial
Les agences peuvent être plus ou moins spécialisées selon l'activité ou le marché :
- agence destinée à la clientèle de particuliers ;
- agence destinée à la clientèle d'entreprises.

Certaines agences agissent ainsi comme de mini banques d'entreprises ou banques privées.
Apparaissent aussi des agences virtuelles basées sur le téléphone et l'Internet.
Les agences de banque ont pour but, outre la qualité du service aux clients, le développement de leur « portefeuille de clientèle » et des opérations de ces clients. Le directeur de l'agence est partie prenante du plan marketing de la banque, et les conseillers de clientèles ont des objectifs commerciaux, notamment de placement, généralement suivis mensuellement.

## Nombre, coût et utilité sociale
Selon le journal Les Echos, la France comptait en 2005 environ 26 000 agences bancaires (non compris les 17 000 bureaux de poste, agences de La Banque Postale - 45 millions de comptes - 11,2 millions de CCP - 29,3 millions de clients, soit 2 600 comptes par bureau de Poste).
En 2007, les clients des banques déclaraient se rendre dans leur agence de 1 à 3 fois par mois, mais beaucoup ne se rendent dans une agence que pour l'obtention du crédit sur leur habitation principale.
Avec le développement des DAB et de la banque à distance, la fréquentation des agences tend à diminuer. Quelques agences testent des solutions de visioconférence en agence avec des agents spécialisés du Siège. Un nombre croissant de clients mobilisent les fonctions bancaires les plus importantes en nombre d'événements (dépôts/retraits, intermédiaire de paiement (chèques, cartes bancaires)) sans aucun recours à une agence. La fonction crédit requiert encore un contact personnel, à cause des documents justificatifs à présenter, et de la chaîne de confiance qui doit s'établir, en particulier avec les entreprises.
Les opérations effectuées en agence ne représentaient plus qu'un tiers des opérations bancaires à fin 2009 contre 32 % pour internet (42 % attendus pour fin 2012), 27 % pour les GAb et 6 % pour le téléphone/
Outre le développement d'autres canaux de distribution, la commercialisation des produits et services financiers est également marquée par le fort développement des intermédiaires financiers : Conseillers en investissements financiers, ou conseillers en gestion de patrimoine (CGP), ou Intermédiaires en opérations de Banque et Services de Paiement (IOBSP).
Les Agences mobilisent encore un grand nombre de personnes (environ la moitié des 370 000 employés de banques présentes en France), à comparer au nombre de médecins (200 000 médecins en 2009), d'enseignants (environ 900 000), aux forces armées (240 000 militaires hors gendarmes) ou de police (250 000 police & gendarmerie) du pays, fonctions dont l'utilité sociale est a priori plus évidente.
A-t-elle encore un avenir ? Les conseillers indépendants, soit environ 36 000 IOBSP et 50 000 CGP, sont en fort développement et atteignent, en 2012, presque la moitié de l'effectif des Agences bancaires.

## Diminution du nombre d'agences en Europe
On compte (encore) une agence pour 2.278 habitants dans l'Union Européenne, mais l'Estonie, très numérisée, ne compte qu'une agence pour 13.292 habitants. En 2015, on compte en France 37.567 points agences, contre 34.045 en Allemagne, et seulement 10.760 au Royaume-Uni.
Au moins deux facteurs expliquent cette baisse, tendancielle, du nombre d'agences bancaires : d'une part, dans tous les pays, la numérisation des échanges détourne une part croissante de la clientèle des agences traditionnelles ; d'autre part, la forte montée en puissance de distributeurs bancaires indépendants, se dotant eux-mêmes de réseaux d'agences, capte une partie grandissante de la commercialisation des produits bancaires, notamment des crédits.
En France, un quart des clients ne viendraient plus du tout en agence. Dans la zone euro, un cinquième des agences ont fermé entre 2008 et 2016, soit 36.902 succursales, dont 6.939 pour la seule année 2016.
Cette baisse de densité est mal ressentie par une partie des clients , surtout quand elle équivaut à la disparition complète de l'accès aux services bancaires de proximité. Le mouvement de diminution devrait s’amplifier , comme en France où l'on annonçait en 2017 une baisse de 20% des emplois en agence d'ici 2020. Par ailleurs, le nombre d'employés par agence résiduelle baisse également, du fait des opérations assurées par des automates. Entre 2014 et 2024, ce sont 13 % des agences bancaires françaises qui ferment. Par exemple, BNP Paribas envisage même de fermer près de 600 agences sur les 1 500 agences qu'elle possède en France d'ici 2030 selon France Info.
La France fait aujourd'hui figure d'exception en Europe : un tiers des agences bancaires européennes sont situées en France. Par exemple l'Allemagne compte près de deux fois moins d'agences que la France avec moins de 20 000 agences dans le pays.